# Davit Chakvetadze
Davit Chakvetadze (n. 18 octombrie 1992, Kutaisi, Georgia) este un luptător ce a reprezentat Georgia, medaliat olimpic. A participat la o ediție a Jocurilor Olimpice (2016) în care a câștigat o medalie de aur.

## Participări
Lista de mai jos prezintă principalele competiții la care a participat Davit Chakvetadze de-a lungul carierei.
- Lutas nos Jogos Olímpicos de Verão de 2016 - Greco-romana até 85 kg masculino[*]